# The Fool (artisti)
The Fool sono stati un collettivo artistico e gruppo musicale olandese attivo negli anni sessanta. Considerati pionieri dell'estetica psichedelica, si ispiravano all'art nouveau e all'esoterismo.

## Storia del gruppo

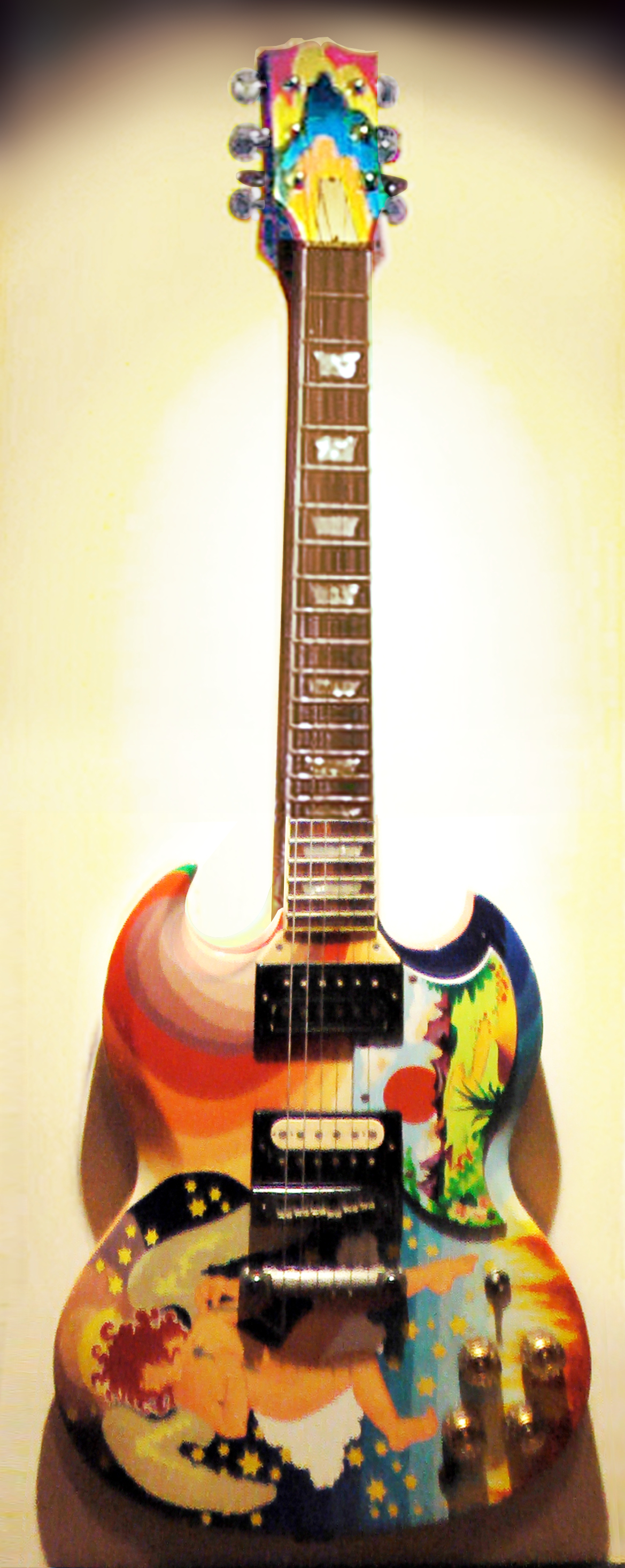
Replica della chitarra di Eric Clapton dipinta dai Fool

I Fool vennero fondati negli anni sessanta nel Regno Unito da ex membri del gruppo situazionista e controculturale olandese Provo. Il loro nome è un riferimento al matto dei tarocchi.
Negli anni sessanta i Fool realizzarono le copertine dei Move, gli Hollies e la Incredible String Band nonché i costumi di scena per i Cream e i Procol Harum. Vennero anche contattati dai Beatles per decorare la facciata della loro Apple Boutique (il murale verrà presto cancellato per volere del consiglio di quartiere) e registrare con loro la traccia A Day in the Life (1967); vengono anche ricordati per aver dipinto la Rolls-Royce e gli strumenti musicali del loro membro John Lennon.
I Fool inaugurarono una carriera musicale con il loro omonimo album del 1968, prodotto da Graham Nash. Nonostante i buoni giudizi della critica, il disco ricevette scarsa attenzione. Verrà ristampato nel 2005 con due tracce aggiunte.
Poco prima del loro scioglimento, avvenuto negli anni sessanta, si trasferirono a Los Angeles per lavorare alle coreografie del musical Hair.

## Formazione
- Simon Posthuma
- Marijke Posthuma
- Josje Leeger
- Barry Finch
- Marijke Koger

## Discografia

### Album in studio
- 1968 – The Fool